# 奥羽本戦
奥羽本戦（おううほんせん）とは、日本プロサッカーリーグ（Jリーグ）に加盟するブラウブリッツ秋田とモンテディオ山形が対戦する試合（ダービーマッチ）の呼称である。東北日本海側の最強を決める戦いとなる。

## 概要
1980年代は、JSLリーグ二部に東北から唯一参加するなど、TDKサッカー部が奥羽地方の覇権を握っていた。しかしながら1990年代に入ると、NEC山形サッカー部が国体強化を機にメキメキと力をつけ、秋田由利郡は太刀打ちできなくなった。以後カテゴリー違いが長かったが、ブラウブリッツ秋田が2021年にセカンド・ティア（2部リーグ相当のカテゴリ）に復帰すると、28年振りに公式レギュラーシーズンで対戦することとなった。この旧出羽国内対決は、両チームのホームタウンを結ぶJR奥羽本線に掛けて新たに奥羽本戦と山形社長相田健太郎に命名され、復活初戦からつかみ合いになるなど白熱したものとなった。

### ホームユニフォーム着用権をかけた戦い
日本初、2021年の取り決めとして、ホームアウェイ2試合の直接対決で勝ち点を多く得たチームが奥羽本戦王者となり、2022シーズンの直接対戦時、ホームアウェイともに1stユニフォームを着用する権利を得る。1勝1敗だった場合は、2試合合計のスコアで1stユニフォームを着用する権利を決定する。この企画は毎年継続されている。（2024シーズンは山形の1stユニフォームが白、秋田の2ndユニフォームも白というデザインの関係上、両チームともホーム・アウェイ共に1stユニフォームを着用する。）
また、翌2022年は東北地方から4クラブが参戦するJ2リーグにおいての東北ダービーの対抗企画である「奥州合戦」の構成カードの一つとして行われたが、岩手が降格したため、同企画は1年で終了した。

## 東日本旅客鉄道秋田支社がイベントに参加
22年ソユスタ広場において、JR東日本秋田支社が遊戯用電車「ミニこまち」を運行した。同電車は、秋田支社が製作した実際の車両の1/5サイズのミニ車両で、無料で供用された。ダービー名が本家奥羽本線に承認された証でもある。この企画は、2023年7月2日の東北ダービー秋田いわき戦でも行われた。

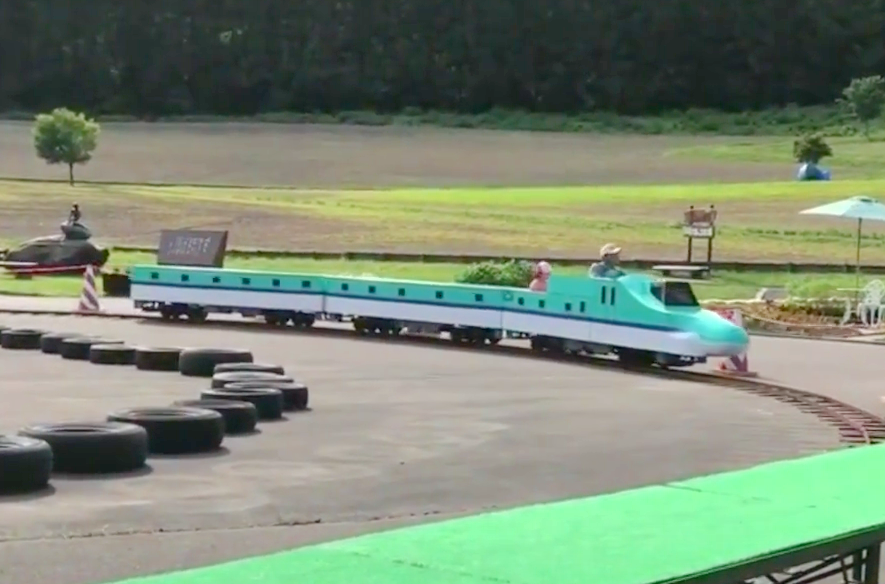
似たタイプの遊戯用車両

## 奥羽対談
2023年1月31日の秋田魁新報紙上広告において、相田健太郎、岩瀬浩介両社長による、スタジアム建設の実現性についての対談が行われた。サッカー専用スタジアムではなく、多目的複合施設を目指したいことで両羽の見解が一致した。Akita Field(仮称)なる完成予想図も提示された。しかしながら、秋田側の計画には無理がありすぎ、市長の独走的推進が目立っている。

## ホームスタジアム
| チーム名           | スタジアム                  | 収容人数 | 画像 |
| ------------------ | --------------------------- | -------- | ---- |
| ブラウブリッツ秋田 | ソユースタジアム            | 20,125   |      |
| ブラウブリッツ秋田 | TDK秋田総合スポーツセンター |          |      |
| ブラウブリッツ秋田 | 水林陸上競技場              | 10,000   |      |
| モンテディオ山形   | NDソフトスタジアム山形      | 20,315   |      |
| モンテディオ山形   | 小真木原陸上競技場          | 7,000    |      |

## 戦績
2025年6月22日現在
| 大会       | 秋田勝利 | 引分 | 山形勝利 | ゴール差 |
| ---------- | -------- | ---- | -------- | -------- |
| 東北リーグ | 0        | 2    | 6        | 3 - 31   |
| Jリーグ    | 1        | 2    | 7        | 10 - 22  |
| 天皇杯     | 0        | 0    | 2        | 0 - 5    |
| 合計       | 1        | 4    | 15       | 13 - 58  |

### 東北リーグ
| 年   | 月日 | 時期 | 時期 | 開催地 | ホーム       | スコア | アウェイ     | 観客数 |
| ---- | ---- | ---- | ---- | ------ | ------------ | ------ | ------------ | ------ |
| 1990 | -    | 東北 | -    | 山形県 | 山形日本電気 | 0 - 0  | TDK          | -      |
| 1990 | -    | 東北 | -    | 秋田県 | TDK          | 1 - 1  | 山形日本電気 | -      |
| 1991 | -    | 東北 | -    | 山形県 | 山形日本電気 | 9 - 1  | TDK          | -      |
| 1991 | -    | 東北 | -    | 秋田県 | TDK          | 1 - 3  | 山形日本電気 | -      |
| 1992 | -    | 東北 | -    | 山形県 | NEC山形      | 2 - 0  | TDK          | -      |
| 1992 | -    | 東北 | -    | 秋田県 | TDK          | 0 - 4  | NEC山形      | -      |
| 1993 | -    | 東北 | -    | 山形県 | NEC山形      | 7 - 0  | TDK          | -      |
| 1993 | -    | 東北 | -    | 秋田県 | TDK          | 0 - 5  | NEC山形      | -      |

### 天皇杯
| 年   | 月日    | 時期   | 時期 | 会場                   | ホーム           | スコア | アウェイ           | 観客数 |
| ---- | ------- | ------ | ---- | ---------------------- | ---------------- | ------ | ------------------ | ------ |
| 2010 | 9月5日  | 天皇杯 | -    | NDソフトスタジアム山形 | モンテディオ山形 | 3 - 0  | ブラウブリッツ秋田 | 3,085  |
| 2011 | 10月8日 | 天皇杯 | -    | NDソフトスタジアム山形 | モンテディオ山形 | 2 - 0  | ブラウブリッツ秋田 | 2,425  |

### Jリーグ
| 2015年は山形がJ1、秋田がJ3所属のため開催なし。 2016年 - 2020年は山形がJ2、秋田がJ3所属のため開催なし。 |          |    |    |                        |                    |       |                    |        |
| 2021                                                                                                   | 4月17日  | J2 | 8  | ソユースタジアム       | ブラウブリッツ秋田 | 0 - 0 | モンテディオ山形   | 1,777  |
| 2021                                                                                                   | 10月10日 | J2 | 33 | NDソフトスタジアム山形 | モンテディオ山形   | 2 - 1 | ブラウブリッツ秋田 | 6,779  |
| 2022                                                                                                   | 4月10日  | J2 | 9  | NDソフトスタジアム山形 | モンテディオ山形   | 5 - 1 | ブラウブリッツ秋田 | 5,722  |
| 2022                                                                                                   | 7月17日  | J2 | 27 | ソユースタジアム       | ブラウブリッツ秋田 | 0 - 2 | モンテディオ山形   | 5,206  |
| 2023                                                                                                   | 5月21日  | J2 | 17 | NDソフトスタジアム山形 | モンテディオ山形   | 2 - 1 | ブラウブリッツ秋田 | 8,476  |
| 2023                                                                                                   | 9月23日  | J2 | 36 | ソユースタジアム       | ブラウブリッツ秋田 | 1 - 1 | モンテディオ山形   | 5,193  |
| 2024                                                                                                   | 5月18日  | J2 | 16 | NDソフトスタジアム山形 | モンテディオ山形   | 0 - 2 | ブラウブリッツ秋田 | 8,229  |
| 2024                                                                                                   | 6月30日  | J2 | 22 | ソユースタジアム       | ブラウブリッツ秋田 | 0 - 3 | モンテディオ山形   | 6,598  |
| 2025                                                                                                   | 3月9日   | J2 | 4  | NDソフトスタジアム山形 | モンテディオ山形   | 4 - 2 | ブラウブリッツ秋田 | 15,687 |
| 2025                                                                                                   | 6月22日  | J2 | 20 | ソユースタジアム       | ブラウブリッツ秋田 | 2 - 3 | モンテディオ山形   | 7,577  |

### 練習試合
| 2002-08-13 | モンテディオ山形 | v    | TDK |  |  |
|            |                  | 報告 |     |  |  |

| 2002-10-29 | モンテディオ山形 | 4–1  | TDK | 山形県総合運動公園 |  |
|            |                  | 報告 |     |                    |  |

| 2003-03-05 | モンテディオ山形                      | 5–0  | TDK | Jヴィレッジ |  |
|            | 秋葉勝 松田正俊 大島秀夫 羽地登志晃x2 | 報告 |     |             |  |

| 2003-03-25 | モンテディオ山形 | 2–1  | TDK        | 山形県総合運動公園 |  |
|            | 中村幸聖x2       | 報告 | 佐々木義人 |                    |  |

| 2003-05-02 | モンテディオ山形 | 1–1  | TDK      | 山形県総合運動公園 |  |
|            | 伊東真吾         | 報告 | 本田直樹 |                    |  |

| 2003-05-28 | モンテディオ山形 | 2–0  | TDK | 山形県総合運動公園 |  |
|            | 星大輔x2         | 報告 |     |                    |  |

| 2003-06-10 | モンテディオ山形 | v    | TDK |  |  |
|            |                  | 報告 |     |  |  |

| 2003-10-01 | モンテディオ山形    | 3–2  | TDK | 山形県総合運動公園 |  |
|            | 中村幸聖x2 根本亮助 | 報告 |     |                    |  |

| 2003-10-21 | モンテディオ山形    | 3–1  | TDK | 山形県総合運動公園 |  |
|            | 根本亮助x2 伊東真吾 | 報告 |     |                    |  |

| 2003-11-04 | モンテディオ山形 | 2–0  | TDK | あかねヶ丘陸上競技場 |  |
|            | 秋葉勝 根本亮助  | 報告 |     |                      |  |

| 2004-04-21 | モンテディオ山形           | 3–0  | TDK | 天童市 |  |
|            | 中村幸聖 根本亮助 堀内大輔 | 報告 |     |        |  |

| 2004-09-12 | モンテディオ山形 | 2–1  | TDK      | 天童市 |  |
|            |                  | 報告 | 春日充博 |        |  |

| 2004-11-14 | モンテディオ山形 | 3–0  | TDK |  |  |
|            |                  | 報告 |     |  |  |

| 2005-04-24 | モンテディオ山形 | 2–0  | TDK | 山形県 |  |
|            |                  | 報告 |     |        |  |

| 2005-06-15 | モンテディオ山形 | v    | TDK |  |  |
|            |                  | 報告 |     |  |  |

| 2005-11-10 | モンテディオ山形 | v    | TDK |  |  |
|            |                  | 報告 |     |  |  |

| 2006-11-17 | モンテディオ山形 | 1–1  | TDK      | 天童市 |  |
|            |                  | 報告 | 横山博敏 |        |  |

| 2007-02-21 | モンテディオ山形 | 3–1  | TDK      | Jヴィレッジ |  |
|            |                  | 報告 | 松田正俊 |             |  |

| 2008-02-28 | モンテディオ山形 | 2–2 | TDK               | Jヴィレッジ |  |
|            |                  |     | 木下真吾 佐藤和旗 |             |  |

| 2009-11-01 | モンテディオ山形 | 3–1  | TDK           | 山形県総合運動公園 |  |
| 13:00      |                  | 報告 | 松田正俊 44分 |                    |  |

| 2011-04-17 | モンテディオ山形  | 2–3         | ブラウブリッツ秋田 | 山形県総合運動公園 |  |
|            | 西河翔吾 長谷川悠 | 報告 Report |                    | 観客数: 2,500      |  |

| 2011-04-17 | モンテディオ山形 | 0–2  | ブラウブリッツ秋田 | 山形県総合運動公園 |  |
|            |                  | 報告 |                    | 観客数: 1,200      |  |

| 2015-05-11 | モンテディオ山形 | 1–0    | ブラウブリッツ秋田 | 山形県総合運動公園 |  |
| 11:00      |                  | Report |                    |                    |  |

| 2015-09-13 | モンテディオ山形                                  | 4–0    | ブラウブリッツ秋田 | 山形県総合運動公園 |  |
| 11:00      | 日髙慶太 24分 · 林陵平 47分, 69分 · 當間建文 80分 | Report |                    |                    |  |

| 2016-04-27 | モンテディオ山形 | 0–1    | ブラウブリッツ秋田 | 山形県総合運動公園 |  |
| 13:00      |                  | Report | 前山恭平           |                    |  |

| 2018-08-12 | モンテディオ山形 | 0–4    | ブラウブリッツ秋田              | 山形県総合運動公園 |  |
|            |                  | Report | 藤田祥史 千田海人 外山凌 山田樹 |                    |  |

| 2019-05-27 | モンテディオ山形 | 2–3    | ブラウブリッツ秋田 | 山形県総合運動公園 |  |
|            |                  | Report | 藤沼拓夢 堀研太 x2 |                    |  |

## 両チームでプレーした選手一覧
- 藤田芳正 (Y: 2002–2003, A: 2004)
- 日髙慶太 (Y: 2012–2015, A: 2016–2018)
- 比嘉厚平 (A: 2011, Y: 2012–2016)
- 韓浩康 (Y: 2016, A: 2016–2020)
- 井上雄幾 (Y: 2002–2004, A: 2009–2010)
- 加賀健一 (Y: 2017–2019, A: 2020–)
- 松田英樹 (Y: 2000–2002, A: 2004–2005, 2008)
- 松田正俊 (Y: 2003–2004, A: 2007, 2009–2013)
- 高林佑樹 (Y: 2006, A: 2007–2008)
- 高橋哲 (Y: 1998–1999, A: 2000–2002)
- 喜岡佳太 (Y: 2022-, A: 2024-)

## エピソード・特別企画等
- 2022年7月17日のソユスタの試合では、ビジター側のトイレがスマートフォンの落下で詰まる事案が発生した[24][25]。
- 2023年5月21日開催の本戦で、ゴール近くのピッチレベルで観戦が出来る「奥羽本戦エキサイティングゴールシート」が用意され[26]、地上波YTSで生中継となった[27][28]。また特別企画盛りだくさんで、Dance Stadiumと題してavex ROYALBRATSダンスチームがパフォーマンスを披露するほか[29]、「利き米チャレンジ」と称して、両羽の米銘柄つや姫、雪若丸、サキホコレを食べ当てるブースも出現した[30]。さらに、グリーンモール天童商店街では、秋田サポーター限定20名に「おもてなし駒」が贈呈された[31]。
- 2023年のダービー第2戦で、ソユースタジアムビジターゴール裏（1,100席）とビジターS指定席が完売となった[32]。
- 2024年5月18日開催の本選で、ブラウブリッツ秋田が前身のTDK（東北リーグ）時代も含めて公式戦で初めて山形に勝利した[33]。